# Machaerina bidwellii
Machaerina bidwellii là loài thực vật có hoa trong họ Cói. Loài này được (Stapf ex Setch.) T.Koyama mô tả khoa học đầu tiên năm 1956.